# Csiffár
Csiffár (szlovákul Čifáre) község  Szlovákiában, a Nyitrai kerületben, a Nyitrai járásban.

## Fekvése
Nyitrától 25 km-re délkeletre fekszik.

## Élővilága

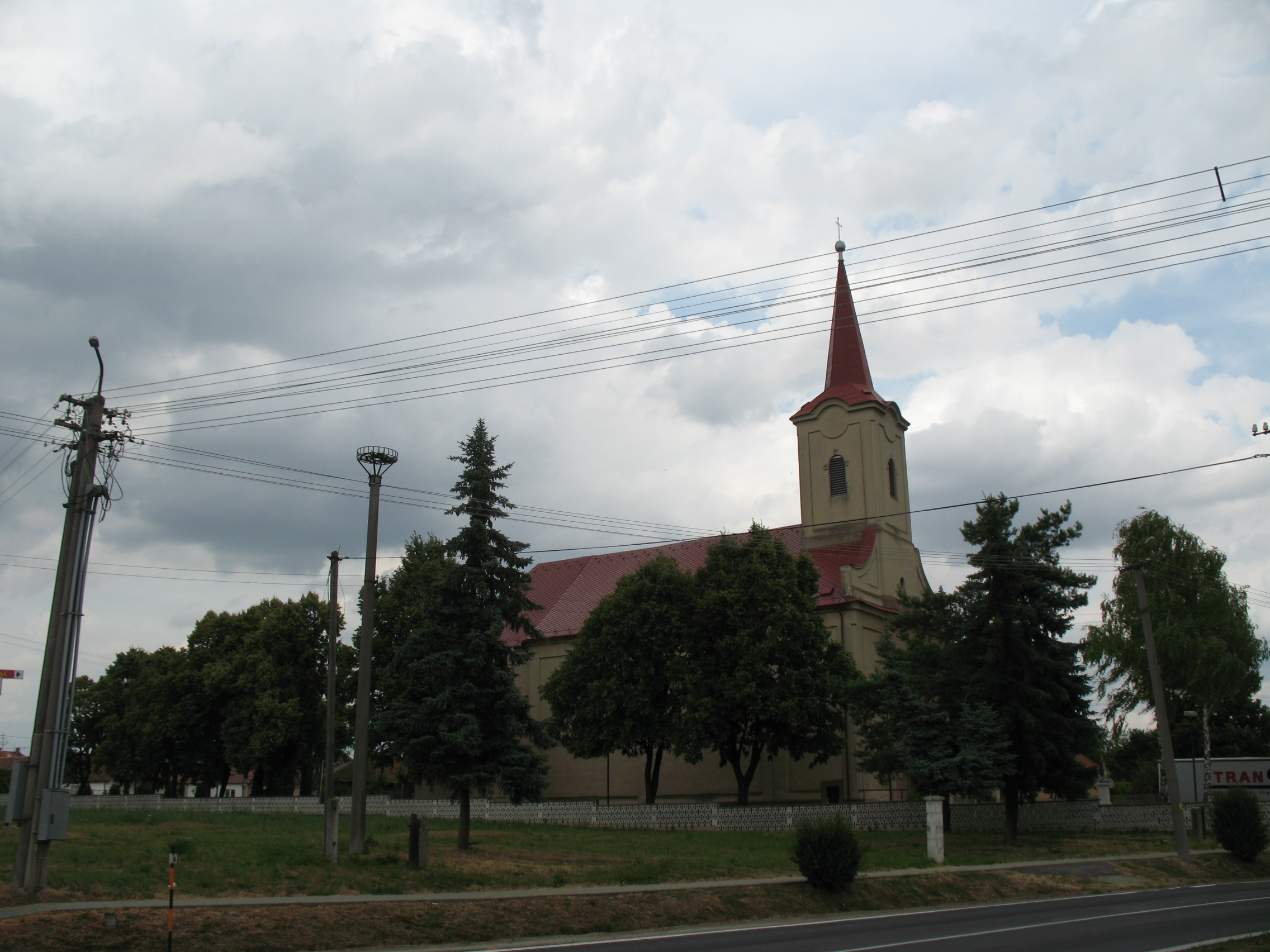

A faluban a templom közelében van gólyafészek alátét. Fészkelésről nincs adat.

## Története
A régészeti leletek alapján már az újkőkorszakban is éltek itt emberek, de a római korból és a korai szláv időszakból is találtak itt leleteket.
1209-ben "villa Chefar" néven említi először III. Ince pápa bullája, melyben a garamszentbenedeki apátság birtokait sorolja föl. Később az Esztergomban 1235-ben megtelepedett johannitáké lett, ekkor "Chyphar" alakban szerepel az okiratban. A falu templomát és plébániáját már az 1332-1337 között összeírt pápai tizedjegyzékben említik, ekkor a falu "Chifar" néven szerepel. Papja Pál volt, aki az egyházközség nevében fél márka bevétel után 3 garast fizetett. 1342-ben bemutatva az 1235-ös oklevelet is, az esztergomi Szent István király egyház keresztesei perlik Páty puszta (Pothy) ügyében Myke fia Pobort és Jánost.
1416-ban a györödi nemesek elfoglalták a keresztesek földjét, de a kölcsönös vádaskodások miatt elrendelték mindkét település határjárását. 1480-ban Ciffar alakban szerepel. 16. századi írott források szerint a budai prépostság (1512), az egri püspökség (1534) és az esztergomi érsekség (1536) a község birtokosai.
Esztergom várának eleste után Csiffár is az esztergomi török közigazgatás fennhatósága alá került. 1554-ben felégette a török. 1601-ben 75 háza volt. 1614-ben a az esztergomi török pasa hódolásra szólította fel. 1664-ben 42 háztartással és 53 fejadófizető lakossal rendelkezett. 1715-ben szőlőskert és 30 háztartás található itt. 1720-ban 35 adózója volt a községnek. Lakói főként mezőgazdaságból és szőlőtermesztésből éltek. A török elűzése után a község új fejlődésnek indult, 1774-ben a régi templom helyén felépült az új barokk-klasszicista templom. 1828-ban 82 házát 571-en lakták. 1884-ben Simor János érsek 100 forintot adományozott az iskolára. Legrégebbi ismert pecsétnyomója 1709-ből származik.
Vályi András szerint "CSIFFÁR. Tót falu Bars Vármegyében, birtokosa az Esztergomi Fő Megyebéli Sz. István Szeminárioma, (Nevendék Papház) lakosai katolikusok, fekszik Verebélytöl 3/4. mértföldnyire, határja termékeny, erdei vannak, legelője nagy, és apró marháinak is elegendő, határja nagy, szőleje tágas, mellyek jó borokat teremnek, és otthon könnyen eladják, malma helyben, piatzozása is vagyon, ’s búzáját melly terem könnyen eladhattya, első Osztálybéli."
Fényes Elek szerint "Csifár, (Cezare), magyar falu, Bars vmgyében, ut. p. Verebélytől 1 mfd. a selmeczi országutban: 559 kath. lak. Kath. paroch. templom. Határja termékeny, legelője, szőleje sok; erdeje derék. Házi gazdasszonyai szárnyas állatokat bőven nevelnek. F. u. a szombati Sz.-István seminariuma"

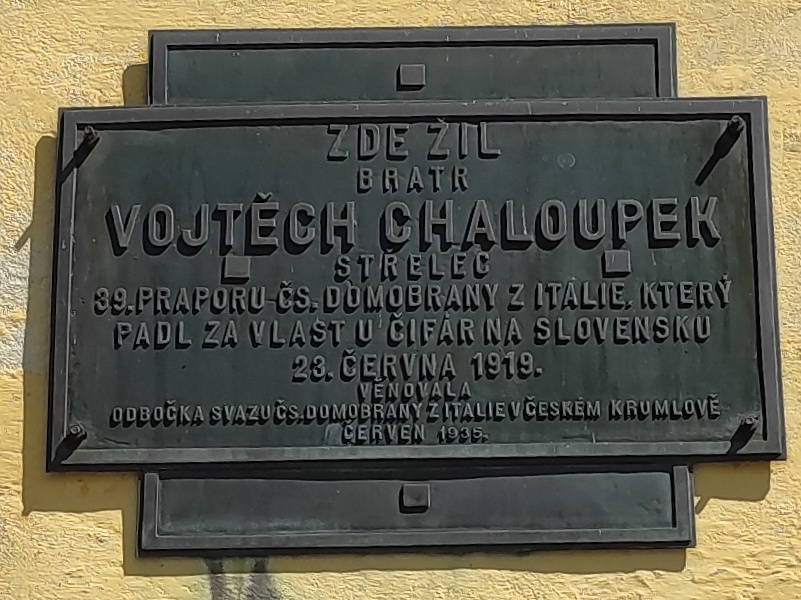
A Csehszlovák légió egyik Csiffárnál elesett katonájának emléktáblája Zlatá Korunában (Csehország)

A trianoni békeszerződésig Bars vármegye Verebélyi járásához tartozott. 1919. június 19-én a Magyar Tanácsköztársaság csapatai lőtték a faluban állomásozó csehszlovák csapatokat, mely során több ház és a templom leégett. 1935-ben közadakozásból 3 új harangot szenteltek.
1938 és 1945 között újra Magyarország része volt. Bottka József kántortanítót még 1940-ben sem akarták igazolni.

## Népessége
| Év:            | 1994. | 2004.   | 2014.   | 2024.   |
| -------------- | ----- | ------- | ------- | ------- |
| Emberek száma: | 598   | 648     | 616     | 591     |
| Eltérés:       |       | +8,36 % | -4,93 % | -4,05 % |

| Év:            | 2023. | 2024.   |
| -------------- | ----- | ------- |
| Emberek száma: | 603   | 591     |
| Eltérés:       |       | -1,99 % |

1880-ban 635 lakosából 578 magyar, 49 szlovák, 4 német anyanyelvű és 4 csecsemő volt.
1890-ben 701 lakosából 621 magyar és 75 szlovák anyanyelvű volt.
1900-ban 708 lakosából 573 magyar és 126 szlovák anyanyelvű volt.
1910-ben 708 lakosából 648 magyar, 56 szlovák és 3 német anyanyelvű volt.
1921-ben 737 lakosából 527 magyar és 197 csehszlovák volt.
1930-ban 773 lakosából 587 magyar és 145 csehszlovák volt.
1941-ben 794 lakosából 783 magyar és 5 szlovák volt.
1970-ben 868 lakosából 566 magyar, 294 szlovák, 4 cseh, 2 lengyel és 1-1 orosz és egyéb nemzetiségű volt.
1980-ban Tilddel együtt 1139 lakosából 601 szlovák és 527 magyar volt.
1991-ben 625 lakosából 334 magyar és 285 szlovák volt.
2001-ben 591 lakosából 334 szlovák és 254 magyar volt.
2011-ben 604 lakosából 408 szlovák, 173 magyar, 4 cseh és 19 ismeretlen nemzetiségű volt.
2021-ben 596 lakosából 468 (+10) szlovák, 102 (+13) magyar, (+1) cigány és ruszin, 3 (+2) egyéb és 23 ismeretlen nemzetiségű volt.

## Nevezetességei

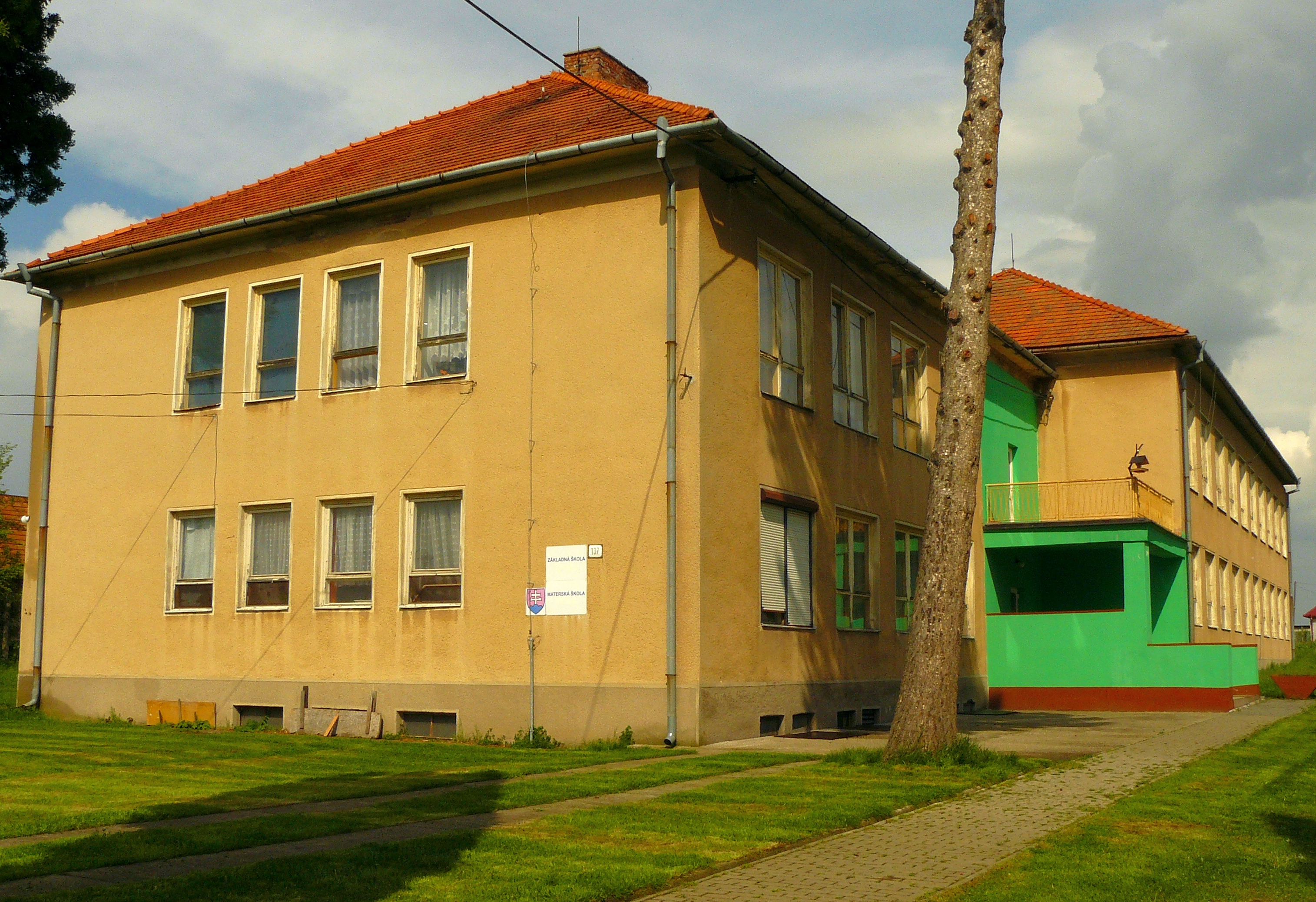
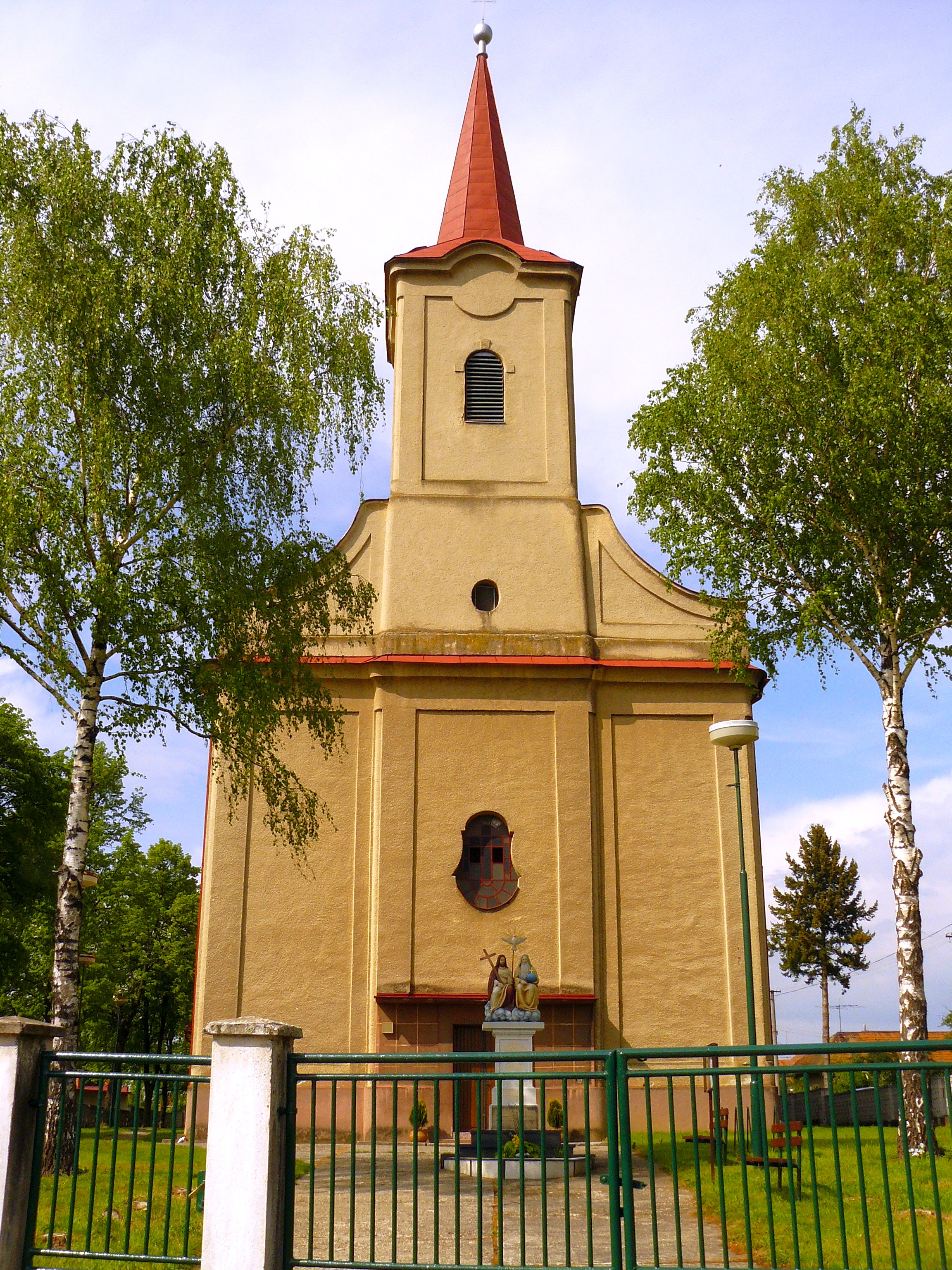
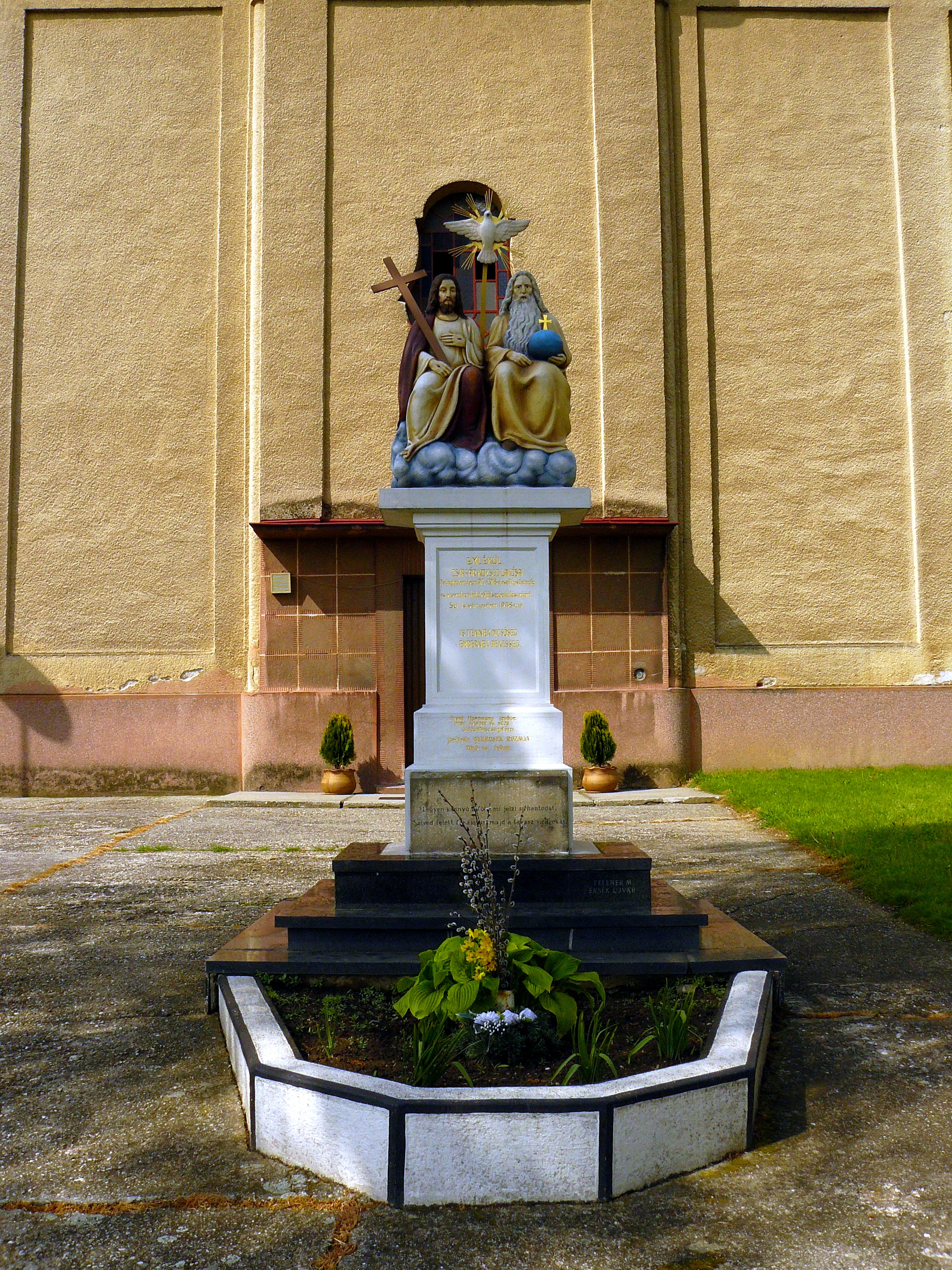
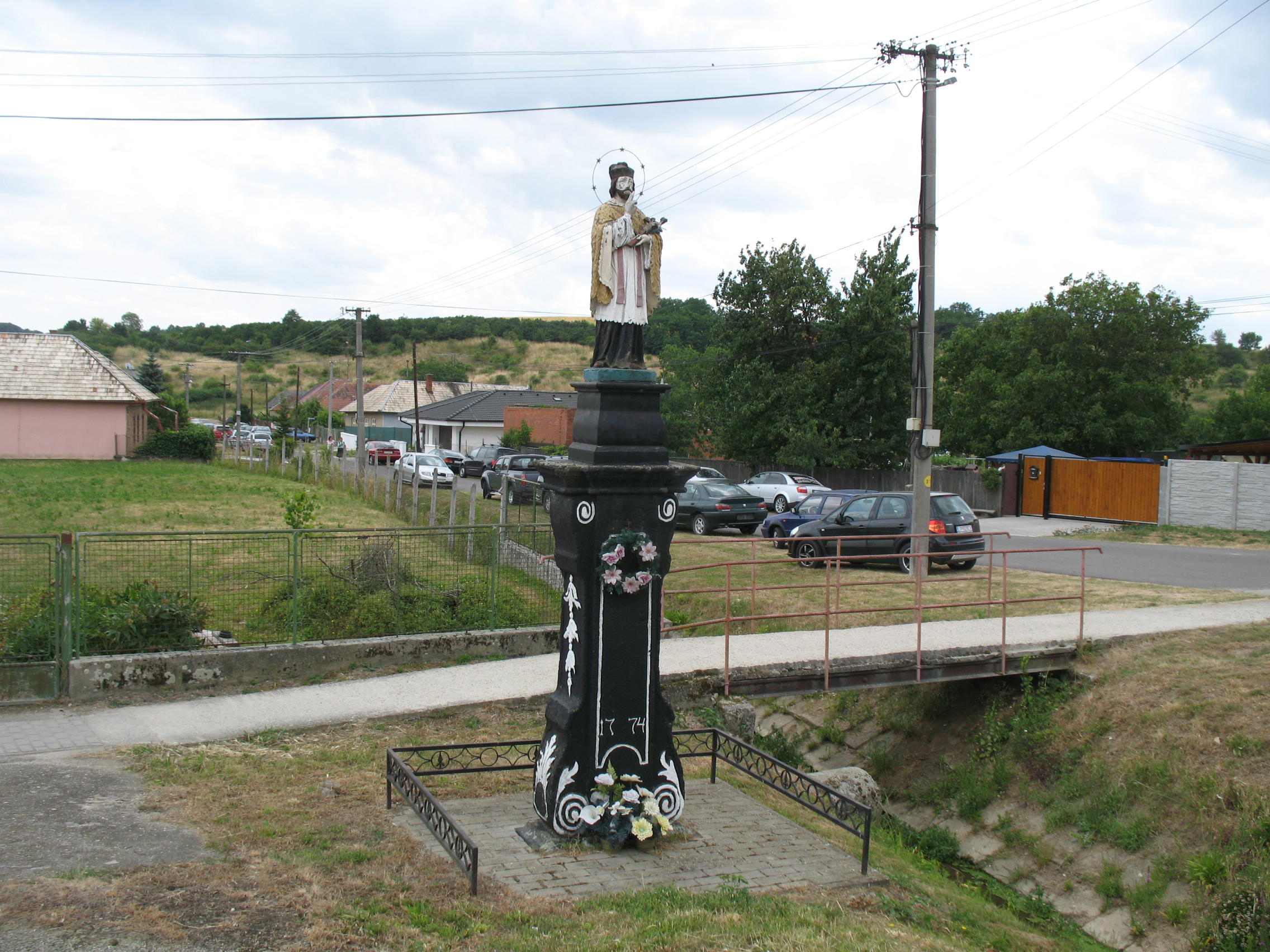
Nepomuki Szent János szobra

- Szent János evangélista tiszteletére szentelt római katolikus temploma 1774-ben épült a korábbi gótikus stílusú templom helyén, melyet már 1332-ben is említettek. 1883-ban és a 20. század közepén átépítették.
- Kastélyát 1911-ben Gusztáv Adolf Schöller építtette, később oktatási célokat szolgált.

## Híres személyek
- Itt született 1917-ben Matuska Pál kanonok, esperes.
- Itt született 1940-ben Csuka Gyula genetikus, szaporodásbiológus, egyetemi tanár.
- Innen származik Róbert Jakab (1976) szlovák színész.
- Innen származik Šarlota Drahošová (Krnčanová) levéltáros.[23]
- Itt szolgált Vincze Károly (1844-1923) esperes, plébános, kanonok.